# 西山民宅
西山民宅，位于安徽绩溪县县城华阳镇西山顶。徽派建筑，雕刻颇为精美。包括以下几座古建筑：
1. 章洪柏宅，西山18号
2. 程玉庭宅，西山19号
3. 西山22号
4. 章恒本宅，西山43号
5. 章志勇宅，西山44号

2000年，西山古民居群公布为绩溪县文物保护单位。2016年公布为宣城市文物保护单位。2019年3月28日，西山民宅公布为第八批安徽省文物保护单位。